# Zeytinburnu

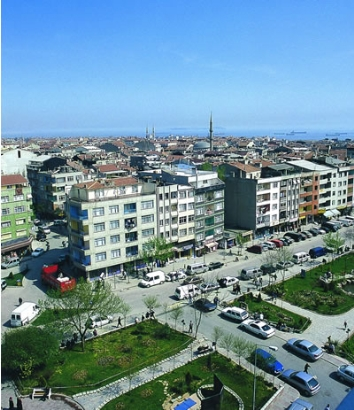
Una vista di Zeytinburnu

Zeytinburnu è un distretto e un comune soggetto al comune metropolitano di Istanbul. È situato nella parte europea della città.